# Deus Salve o Rei
Deus Salve o Rei (in italiano: Dio Salvi il Re) è una telenovela brasiliana in 174 episodi, ambientata nel Medioevo. Prodotta e trasmessa da TV Globo, è stata mandata in onda nell'orario delle 19, dal 9 gennaio 2018, sostituendo Pega Pega, al 30 luglio 2018, cui ha fatto seguito O Tempo Não Para.